# Büro

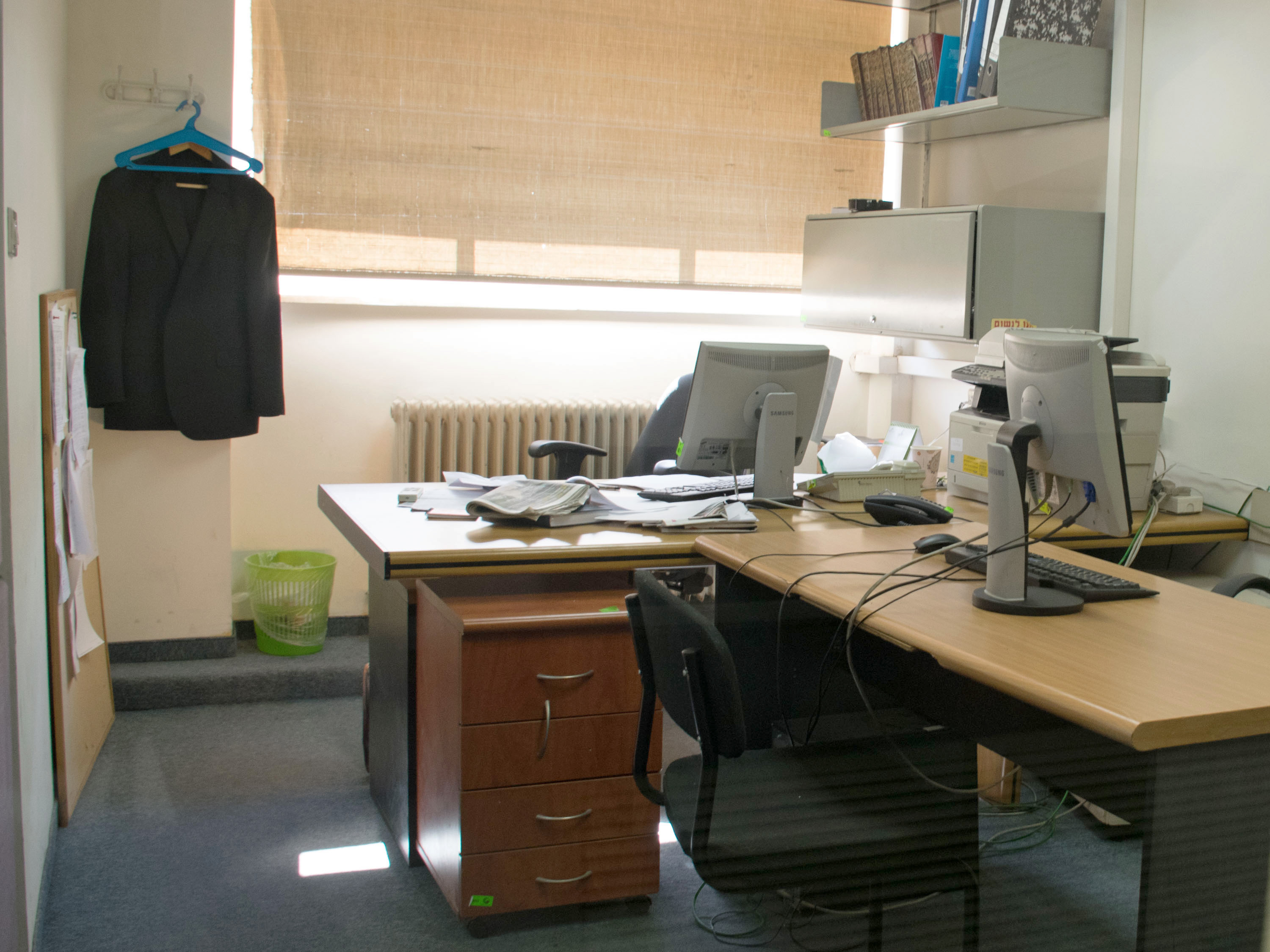
Ein typisches Büro

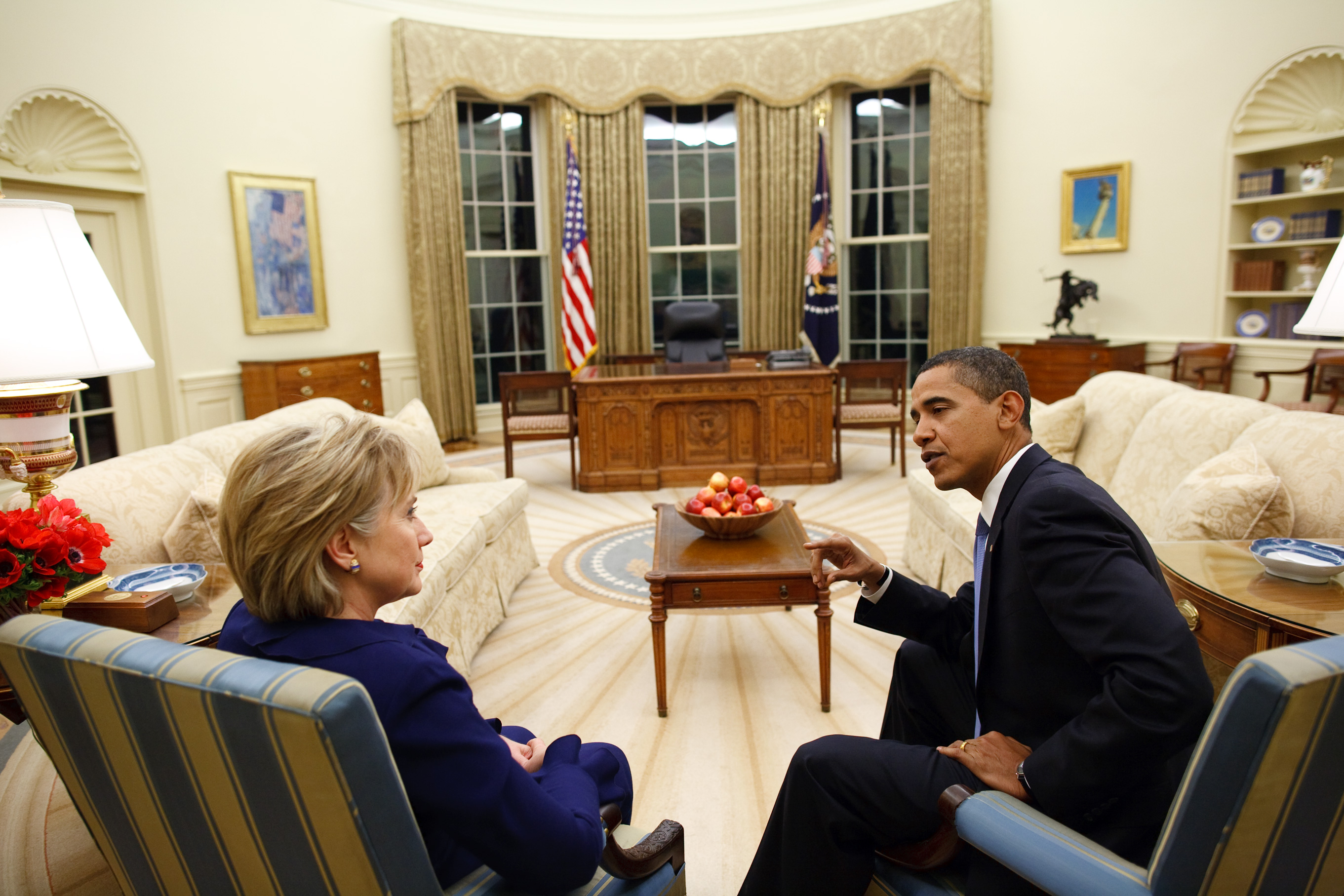
Barack Obama mit Hillary Clinton im Oval Office (27. Januar 2009)

Das Büro (französisch bureau, englisch office) ist ein Arbeitsplatz, an dem Verwaltungs-, Kommunikations- oder Lerntätigkeiten verrichtet werden. Je nach Zusammenhang wird das Büro auch Schreibstube, Kontor, Geschäftszimmer, Amtszimmer oder Lernzimmer genannt. Bei Rechts- und Steueranwälten wird es heute meist als Kanzlei bezeichnet.
Büroarbeit sind Tätigkeiten in Büros, die größtenteils durch Informationsmanagement (Beschaffung, Verarbeitung, Informationsübertragung) gekennzeichnet sind, so dass Kommunikation heute die wichtigste Bürotätigkeit darstellt.

## Etymologie
Das Wort „Büro“ tauchte erstmals in Deutschland 1695 als Lehnwort für das Amtszimmer (französisch bureau, ursprünglich „Tuch“, „mit Tuch bezogener Tisch“, später „Amtstisch“ und „Amtsstube“) auf. Die französische Sprache wiederum griff zurück auf das altfranzösische „bure“ und dessen Deminiutiv burel für einen groben Wollstoff, entlehnt aus (lateinisch burra, „zottiges Gewand“). Dieses Wort stammte aus der „Burre“, bei Mönchen der Stoff ihrer Kutte, den sie beim Schreiben als Schreibunterlage für Holztische benutzten. Der Zusammenhang zum Schreibtisch liegt in der Bedeutungsentwicklung von „Tuch“ über „mit Tuch bedeckter Tisch“ zu „Schreibtisch“ und schließlich zu „Raum mit Schreibtisch“, der heutigen Bedeutung. Ursprünglich war im deutschsprachigen Raum die französische Schreibweise das Bureau bzw. im Plural die Bureaux in Gebrauch. Im heutigen Französisch und in einigen anderen Sprachen bezeichnet das Wort Büro sowohl das Möbel als auch den Raum, im Deutschen jedoch nur noch den Raum.
Hochsprachlich wird das Wort auf der zweiten Silbe betont, in Dialekten (u. a. Ruhrdeutsch) auf der ersten.

## Geschichte
Das Büro entwickelte sich aus der mittelalterlichen Schreibstube in Klöstern, wo Mönche Bücher durch Abschreiben auf Pergament kopierten und einen Teil ihrer Kutte als Schreibunterlage benutzten, um das Pergament vor Beschädigungen durch die grobe Holzplatte zu bewahren. Die Uffizien von Florenz (italienisch uffici, „Büros“) dienten zwischen 1560 und 1580 zur Unterbringung von Ministern und Ämtern und galten als erstes Verwaltungsgebäude. Die Bürotätigkeit entwickelte sich in der Zeit der Industrialisierung in Fabriken als Gegenstück zur Werkhalle, in denen sowohl administrative als auch handwerkliche Tätigkeiten anfielen.

## Organisation
Bürogebäude bestehen ausschließlich aus Büros. Deren Arbeitsumgebung ist mit Büromöbeln, Büromaschinen und Büromaterial ausgestattet. Büromöbel sind alle Arbeitsmittel, die für den Einsatz im Büro bestimmt sind. Hierzu gehören insbesondere der Schreibtisch mit Bürostuhl und Regalen für Aktenordner sowie Büroschränke. Der Einsatz von Büromaschinen soll die Arbeit erleichtern, die Arbeitsqualität und das Arbeitsvolumen steigern. Hierzu gehören vor allem Kommunikationsmittel wie der Personal Computer, Faxgerät oder das Telefon. Büromaterial sind Betriebsstoffe, die entweder wiederholt eingesetzt werden können (Potentialfaktoren wie Büromaschinen) oder verbraucht werden (Repetierfaktoren wie Geschäftsbriefe).

## Rechtsfragen
Büros gehören zu den Arbeitsräumen, in denen gemäß § 2 Abs. 3 ArbStättV Arbeitsplätze innerhalb von Gebäuden dauerhaft eingerichtet sind. Bildschirmarbeitsplätze sind Arbeitsplätze, die sich in Arbeitsräumen befinden und die mit Bildschirmgeräten und sonstigen Arbeitsmitteln ausgestattet sind (§ 2 Abs. 5 ArbStättV). Der Arbeitgeber hat nach § 3a Abs. 1 ArbStättV dafür zu sorgen, dass Arbeitsstätten so eingerichtet und betrieben werden, dass Gefährdungen für die Arbeitssicherheit und die Gesundheit der Beschäftigten möglichst vermieden und verbleibende Gefährdungen möglichst gering gehalten werden. Im Büro sollten dem Mitarbeiter 15 bis 20 m² Arbeitsraum zur Verfügung stehen.
Die Arbeitgeber haben den Beschäftigten gemäß § 28b Abs. 7 Infektionsschutzgesetz im Fall von Büroarbeit oder vergleichbaren Tätigkeiten anzubieten, diese Tätigkeiten in deren Wohnung auszuführen, wenn keine zwingenden betriebsbedingten Gründe entgegenstehen. Die Beschäftigten haben dieses Angebot anzunehmen, soweit ihrerseits keine Gründe entgegenstehen.

## Wirtschaftliche Aspekte
Charakteristische Verwaltungstätigkeiten in Büros sind unter anderem Schreiben, Lesen, Rechnen und Kommunikation. Ein Bürokonzept betrifft dabei sowohl die Einteilung der Büroflächen als auch ihre funktionale Nutzung. Nach dem Umfang der Bürofläche unterscheidet man Einzelbüros (meist für Führungskräfte), Zellenbüros (für maximal zwei Personen), Großraumbüros (mit mindestens 400 m² Bürofläche) und eine Mischung der beiden letzten Formen beim Kombibüro. Funktional gibt es Büros zur Arbeitsdurchführung, Sekretariat und Schreibbüro. Seit 1968 entstanden in den USA die Cubicles, ein Großraumbüro, das mit bis zu 1,80 Meter hohen und verschiebbaren Trennwänden ausgestattet ist.
Spezielle Büroberufe sind der Kaufmann für Büromanagement (in Österreich: Bürokaufmann) und die Bürokraft. Sie alle zusammen ergeben mit dem Management die Bürokratie, die bei Unternehmen und Staat hohe Bürokratiekosten verursacht. Zwecks Kostensenkung wird deshalb Bürokratieabbau betrieben mit den Zielen der Lean Administration und Lean Production.

## Büro der Zukunft
In der Zukunft werden sich Büros und Bürokommunikation stark verändern und durch integrierte, multimediale Bürokommunikationssysteme sukzessive ersetzt. Die Büroarbeit der Zukunft wird sich in ein virtuelles Büro verlagern. Die Vision des papierlosen Büros stellt das zentrale Leitbild des modernen Bürokommunikationsmanagements dar. Die Corona-Pandemie hat seit dem Jahr 2020 den Trend zu Homeoffice, Heimarbeit oder Telearbeit weltweit verstärkt.
Die Digitalisierung ermöglicht eine Taktung und Transparenz der Büroarbeit und dadurch wiederum eine genauere Vorgabe und Überprüfung der Arbeitsleistung. Einer Studie von ISF München zufolge werden „geistige Tätigkeiten strukturiert und die Arbeitsprozesse im Büro unabhängig vom individuellen Geschick des Einzelnen organisiert“; die Bürowelt verändere sich mit der Digitalisierung auf eine radikale Weise, die mit der Industrialisierung im 19. Jahrhundert vergleichbar sei. Durch die Digitalisierung entstehen zudem neue Formen des Arbeitens (oft gesammelt unter dem Begriff New Work), was wiederum neue Herausforderungen für die Bürogestaltung mit sich bringt.
Eine Studie, die dem Weltwirtschaftsforum 2016 vorgelegt und ins Zentrum der dortigen Diskussion gestellt wurde, sagte voraus, dass durch die Automatisierung fünf Millionen Arbeitsplätze in den folgenden fünf Jahren überflüssig würden; dies betreffe vor allem die Büroarbeit. Diese Sichtweise ist jedoch umstritten.

## International
In Frankreich erfasst das Wort „bureau“ auch Geschäftsräume und Behörden wie das Bureau International des Poids et Mesures. In angelsächsischen Ländern werden mit „office“ auch Behörden bezeichnet. Deshalb ist in England das Home Office das britische Innenministerium, so dass diese Bezeichnung in Deutschland für Heim- oder Telearbeit einen Scheinanglizismus darstellt. In den USA wird mit „bureau“ meist eine Behörde bezeichnet wie etwa das Federal Bureau of Investigation (FBI), Bureau of Indian Affairs oder das Bureau of Alcohol, Tobacco, Firearms and Explosives, einer unter der Abkürzung ATF bekannte US-Bundespolizeibehörde. Berühmt ist das Oval Office, das Büro des Präsidenten der Vereinigten Staaten von Amerika.